# Виексйоки
Виексйоки — река в России, протекает по территории Поросозерского сельского поселения Суоярвского района Республики Карелии. Длина реки — 2,5 км, площадь водосборного бассейна — 375 км².

## Общие сведения
Река берёт начало из озера Ала-Виексъярви на высоте 148,5 м над уровнем моря.
Впадает в реку Койтайоки.
Код объекта в государственном водном реестре — 01050000112002000010511.